# Кайгарлы
Кайгарлы — деревня в Тевризском районе Омской области России. Входит в состав Журавлёвского сельского поселения.

## История
Основано в 1910 году. В 1928 года хутор Кайгарлы состоял из 17 хозяйств, основное население — русские. В составе Доронинского сельсовета Тевризского района Тарского округа Сибирского края.

## Население
| 1926 | 2010 |
| ---- | ---- |
| 110  | ↘12  |